# Bernard Girerd
Bernard Girerd (1950) es un botánico francés, que trabaja académicamente en la Universidad de Aix-Marseille III. Es investigador de la flora mediterránea.

## Algunas publicaciones
- bernard Girerd. 1988. Flore des graminées de Provence occidentale. Société Botanique du Vaucluse, Avignon

### Libros
- bernard Girerd, jean-pierre Roux. 2011. Flore du Vaucluse: troisième inventaire, descriptif, écologique et chorologique. Colección Parthénope. 3ª ed. de Société botanique de Vaucluse, 1024 pp. ISBN 2914817657, ISBN 9782914817653
- --------------------. 2003. Arbres et arbustes du Ventoux. Ed. Alain Barthélemy. 127 pp. ISBN 2879231779, ISBN 978-2879231778

- --------------------. 1992. Recherches sur la flore de Provence occidentale: Inventaire floristique de la chaîne des Alpilles (Bouches-du-Rhône). Bull. de la Société linnéenne de Provence: Nº spécial 2, 61 pp.

## Eponimia
Especies
- (Asteraceae) Hieracium girerdii Gottschl.[2]